# Rullsand
Rullsand är ett havsbad vid den svenska östersjökusten med camping och naturum. Rullsand är beläget i nordligaste Uppland i Uppsala län vid Dalälvens mynning nära gränsen mot Gästrikland och Gävleborgs län.
Campingen har 350 platser och är Uppsala läns största camping. Upplandsstiftelsen äger och arrenderar ut campingen till ett privat företag Rullsands Havsbad & camping AB. Sandstranden är långgrund och ligger inom Billuddens naturreservat. Billudden är en del av Uppsalaåsen, samma ås som Uppsala slott ligger på.
Vid entrén till campingen finns ett naturum med en liten utställning som berättar om reservatet och dess historia. Flera naturstigar utgår från naturumet och en går hela vägen ut på Billuddens spets.
I närhet av campingen finns ett naturistbad. Stranden där är stenig och ingår i naturreservatet Billudden.